# Jean-Marie Lustiger
Pour les articles homonymes, voir Lustiger.
Jean-Marie Lustiger, né le 17 septembre 1926 à Paris et mort le 5 août 2007 dans la même ville, est un prélat de l'Église catholique. Archevêque de Paris de 1981 à 2005, il est créé cardinal par le pape Jean-Paul II en 1983 dans l'ordre des cardinaux-prêtres. En 1995, il est élu membre de l'Académie française.

## Biographie

### Jeunesse et conversion
Aron Lustiger est né dans le 12e arrondissement de Paris. Il est le fils de Charles (Karl) Lustiger (né le 5 août 1899 à Żarnowiec en Pologne et mort le 9 novembre 1982 à Amiens) et de Gisèle (Gissel Léa) Lustiger (née Jachet-Lustig le 14 août 1903 à Będzin et morte le 16 février 1943 à Auschwitz). Ses parents sont tous les deux issus d'une famille juive ashkénaze originaire de Pologne, de Będzin en Haute-Silésie où son père était boulanger et son grand-père paternel rabbin. Ils sont arrivés en France au début du siècle pour Gisèle et en 1918 pour Charles. Ils tiennent un commerce de bonneterie rue Simart et habitent rue Delambre. Aron Lustiger grandit sur la butte Montmartre jusqu'à ce que ses parents s'installent rue Jules-Chaplain dans le quartier Notre-Dame-des-Champs ; il fait ensuite ses études au lycée Montaigne à Paris, où il apprécie l'enseignement qui lui est dispensé,. Vers dix ou douze ans, il découvre une Bible protestante. Il découvre également l’antisémitisme dont il est victime : « À la porte du lycée Montaigne, je me suis fait casser la figure parce que juif. Quand je m'approchais des garçons qui discutaient entre eux, ils me disaient : « Ça ne te regarde pas, tu es un sale juif ». » Il en fait aussi l'expérience à travers la littérature et à l’occasion d’un voyage en Allemagne en 1936 et 1937, dans une famille protestante, où il apprend la langue et découvre, en même temps que le national-socialisme, les premiers Allemands chrétiens anti-nazis. En 1939, sa santé fragile l'oblige à effectuer un long séjour à l'hôpital maritime de Berck.
La Seconde Guerre mondiale pousse ses parents à l'envoyer, avec sa sœur Arlette, se réfugier à Orléans, fin août 1939. Ils sont recueillis et hébergés par Suzanne Combes, jeune professeur de lettres classiques à l'école du Bourdon-Blanc et future directrice de cet établissement catholique d'enseignement. Aron, devenu élève du lycée Pothier (établissement public), fréquente assidûment le 14 rue Sainte-Anne, siège des Œuvres diocésaines, dirigées par Henri Feuillâtre (« le Père Feu »), également aumônier du lycée. Gisèle Lustiger, sa mère, continue à tenir son commerce de bonneterie-mercerie à Paris. Le Nouveau Testament s’impose à lui comme étant l’aboutissement de l’Ancien Testament. Pendant la Semaine sainte de 1940, au cours d'une visite de la cathédrale d'Orléans, Aron Lustiger ressent le désir de se convertir au catholicisme. « Là, témoignera-t-il, j'ai eu l'intuition que ce que je pensais de la condition juive trouvait dans la figure du Messie son sens et un certain aboutissement ». Toute sa vie, il explique que son christianisme n'a jamais signifié un renoncement à son identité juive. Le 25 août 1940, à l'âge de 14 ans, il reçoit le baptême à Orléans, en même temps que sa sœur Arlette, et malgré l'opposition de leurs parents. Aron devient chrétien sous les noms de baptême de Jean et de Marie (qui étaient au pied de la Croix) et qui, comme son prénom Aron, sont aussi des prénoms d'origine hébraïque. Il expliquera plus tard qu’il n’a jamais renoncé au prénom d’Aron et que le grand-prêtre qui porte ce nom dans la Bible est aussi vénéré comme saint par l’Église catholique.
Peu de temps après, les parents Lustiger se convertissent à leur tour à Orléans pour tenter de se protéger, quelques jours après la promulgation des lois antisémites de Vichy le 31 octobre 1940. Toutefois, sa mère est arrêtée le 10 septembre 1942 pour infraction au port de l'étoile jaune (selon le biographe Henri Tincq) ou sur dénonciation de son employée de maison (selon le cousin d’Aron, l'historien allemand Arno Lustiger) : cette jeune femme, en relation intime avec un membre de la Milice, était avide de récupérer son appartement. Gisèle Lustiger est alors internée à Drancy puis déportée, par le convoi no 48, en date du 13 février 1943, vers le camp d'extermination d’Auschwitz où elle est gazée à son arrivée le 16 février 1943 (et non le 13 février 1943, comme l'indiquent certaines sources). La famille n’aura la confirmation de son décès qu’en 1946.
Après avoir passé son baccalauréat en juin 1943, Jean-Marie rejoint clandestinement son père qui travaille alors dans une usine de Decazeville dans l'Aveyron dans l'espoir d'y trouver un repli pour sa famille. Découverts, Jean-Marie est protégé par l'abbé Bezombes, haute figure de la Résistance, et son père par l'École jésuite de Purpan jusqu'à la Libération. Ce dernier n’acceptant toujours pas la conversion de son fils, essaie en vain, au lendemain de la guerre, de le persuader de renoncer au catholicisme,.
Après avoir terminé ses études secondaires au lycée d'Orléans, il s'inscrit à l'université de Paris, afin de suivre des études de lettres à la Sorbonne.

### Carrière ecclésiastique
Sa vocation sacerdotale le conduit à entrer au séminaire d'Issy-les-Moulineaux puis au séminaire des Carmes de l'Institut catholique de Paris en 1946, malgré l'opposition de son père. Il est ordonné prêtre le 17 avril 1954 à l'âge de 27 ans, dans l'église du séminaire des Carmes.
De 1954 à 1969, il est un des aumôniers, puis le responsable de l'aumônerie des étudiants de Paris, connue sous le nom de Centre Richelieu, rassemblant les étudiants en lettres et sciences de la Sorbonne ainsi que de quelques grandes écoles (École spéciale d'architecture, ENS de Fontenay-Saint-Cloud, École des chartes). Son charisme attire nombre d’étudiants et professeurs. Puis Mai 68 embrase l'université. Il affirme alors : « Il n'y a pas de place pour l'Évangile dans cette foire. » Il passe alors une année d’études aux États-Unis.
En 1969, il est nommé curé de la paroisse Sainte-Jeanne-de-Chantal, dans le 16e arrondissement de Paris, et a comme vicaire l'abbé André Vingt-Trois, son futur successeur à la tête de l'archevêché de Paris. Il renouvelle profondément la liturgie, commandant au sculpteur Jean Touret des œuvres marquantes (une grande croix, un autel et des panneaux en bois) — il refera appel à Jean Touret pour l'autel de Notre-Dame de Paris. On retrouve en libre accès dans l'oratoire du Collège des Bernardins une statue et un panneau de tabernacle sculptés par l'artiste et ayant appartenu au cardinal. Avec l'organiste titulaire Henry Paget, il renouvelle l'orgue en en confiant la maîtrise à Alfred Kern. Avec Henry Paget, il écrit des chants liturgiques importants qui seront enregistrés (Veilleur où en est la nuit !). L'enseignement paroissial est organisé. Des personnalités comme les pères Thomas Kowalski, Bernard Violle et Georges Marion animent ce qui devient un lieu où se regroupent à la fois des paroissiens et des fidèles qui avaient connu l'abbé Lustiger en son étape d'aumônier. Ses sermons sont publiés chez Fayard sous le titre Sermons d'un curé de Paris en 1977. En 1981, l'ouvrage allait être envoyé au pilon avant que l'éditeur ne revienne sur sa décision. Cette étape a constitué les préliminaires d'une action diocésaine plus importante.
Le 10 novembre 1979, il est nommé évêque d'Orléans par le nouveau pape Jean-Paul II, et, le 8 décembre 1979, il reçoit l'ordination épiscopale par l'imposition des mains du cardinal François Marty, alors archevêque de Paris. Il choisit comme devise « Tout est possible à Dieu ». Il n'occupera que quinze mois le siège d’Orléans.
Il est nommé archevêque de Paris le 31 janvier 1981 et intronisé le 27 février, succédant au cardinal François Marty. Deux ans plus tard, le 2 février 1983, il est créé cardinal par le pape Jean-Paul II, avec le titre de cardinal-prêtre de Santi Marcellino e Pietro attaché à l'église romaine du même nom. En 1994, après le décès du cardinal Marty, il reçoit le titre de Saint-Louis des Français traditionnellement accordé au cardinal archevêque de Paris.
Jean-Paul II et lui ont de nombreux points communs — ils parlent le polonais et le français, ils appartiennent à la même génération — mais surtout ils ont une analyse souvent très proche de la situation ecclésiale et mondiale.
Le cardinal Lustiger fut une figure très remarquée de l'Église universelle, même si ses chances de succéder à Jean-Paul II étaient très faibles au conclave de 2005.

### Le pasteur et l'homme

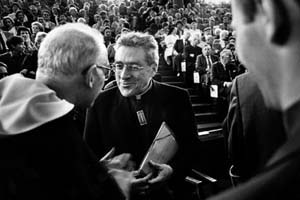
Jean-Marie Lustiger par Erling Mandelmann en 1987.

L'intuition fondamentale qui a guidé l'action et la vie de Lustiger fut que la foi dans le Christ était pour l'homme la seule chance d'être vraiment libre et d'avoir une raison d'espérer. Il s'est donc engagé sur tous les fronts pour la défense de la liberté intérieure et religieuse de l'homme, face aux totalitarismes des États, des idéologies, de la pensée unique et des médias. Il était opposé aussi au cléricalisme.
Il mit en place une série de réformes au sein du diocèse de Paris : en 1984, il fonde la maison Saint-Augustin. Il s'agit d'offrir à des jeunes hommes chrétiens la possibilité de faire une année de refondation spirituelle et de discernement afin qu'ils réfléchissent dans le but de décider ou non d'entrer au séminaire. La maison Saint-Augustin est la première du genre en France ; elle a très rapidement accueilli des jeunes d'autres diocèses, dispersion des séminaristes dans de petits centres de formation au sein de Paris, de préférence à un grand séminaire unique), fondation d'une faculté de théologie indépendante au sein de l'École cathédrale de Paris, distincte de l'Institut catholique (dont l'idéologie ne lui semblait pas la bonne), en 1984. Il encouragea un renouveau des paroisses de Paris, la construction de sept nouvelles églises et la mission de communautés nouvelles au sein du diocèse (Communauté de l'Emmanuel, Communauté du Chemin Neuf). Passionné de philosophie et de sociologie, son souci de comprendre les enjeux de notre temps se traduit notamment par la création avec le Bâtonnier de Paris des cycles « Droit, liberté et foi » associant depuis 1992 le Barreau de Paris et le Diocèse de Paris. À la demande du Saint-Siège, le cardinal Lustiger fut, jusqu'en juin 2006, l'évêque accompagnateur de la Communauté de l'Emmanuel sur le plan international[réf. nécessaire].
Le 3 juillet 1988, peu après la consécration sans mandat pontifical d'évêques par Marcel Lefebvre — dans le but de tendre la main aux traditionalistes souhaitant rester en communion avec Rome —, il célèbre la messe dominicale selon le rite de Saint Pie V à Notre-Dame de Paris, une première depuis le 30 novembre 1969, année de l'application du concile Vatican II,. Dans la foulée, il envoie Patrick Le Gal — futur évêque aux armées — comme son émissaire auprès de ces derniers pour s'assurer de leur intégration.
Il réorganise des structures diocésaines de solidarité avec notamment la création de la Fondation Notre-Dame en 1992, qui soutient l’association Aux captifs, la libération, la fondation et l'accompagnement de l'association Tibériade pour l’accueil des malades du SIDA et de plusieurs autres associations caritatives dont Août Secours Alimentaire, la Maison Jeanne Garnier pour les soins palliatifs, l’Association Sainte-Geneviève pour le logement, etc..
Initié en 2002 mais terminé après sa mort, c'est en 2009 que sera inauguré le Collège des Bernardins dont il fut l'instigateur de la restauration,.
Jusqu'à la fin de son épiscopat, le cardinal Lustiger a pris des mesures[Lesquelles ?], parfois très fermes, pour assurer la discipline de son clergé et la fidélité au magistère pontifical de l'enseignement dispensé dans le diocèse, en particulier dans les facultés de théologie.
Lustiger a, au cours de sa mission à Paris, institué des structures diocésaines qui entrent en concurrence avec les structures équivalentes existant au niveau interdiocésain ou national, comme la création d'un séminaire parisien autonome.
La radio du diocèse de Paris, Radio Notre-Dame, participa en 1996 à la fondation de la Communauté Francophone des Radios Chrétiennes (COFRAC), indépendamment du réseau des Radios chrétiennes en France (RCF), pourtant voulu par les évêques de France. Le cardinal Lustiger fonda également la télévision KTO en 1999.
Cette liberté lui était permise par les moyens importants du diocèse de Paris. Elle s'était aussi imposée à lui comme un devoir de sa mission d'évêque, seul responsable de son diocèse. Sa lucidité et sa hauteur de vues lui avaient fait comprendre qu'il n'avait pas d'autre choix pour secouer la lourdeur des structures administratives et lutter contre la sclérose des idéologies qui étouffent le catholicisme français. Ayant à cœur de rendre à la liturgie sa dignité et sa beauté, il a soutenu la refonte de la maîtrise de Notre-Dame de Paris et la création d'une école de formation professionnelle incluant l'animation des offices à la cathédrale, permettant ainsi un nouveau déploiement de la tradition de l'Église dans la cathédrale Notre-Dame de Paris. Il commanda un nouveau mobilier liturgique pour le chœur de Notre-Dame et fit créer des vêtements liturgiques nouveaux avec le souci de la beauté et de la lisibilité des signes. Fréquemment, le dimanche soir, il prêchait et célébrait la messe dans sa cathédrale. Capable de s'emparer de sujets peu consensuels, mais fondamentaux dans leur portée, il lança l'ouverture de la procédure de béatification de Jacques Fesch.
Ceux qui ont eu l'occasion de s'entretenir avec lui ont été frappés par la profondeur de sa pensée et par cette simplicité qui faisait que son interlocuteur avait d'emblée l'impression d'être considéré comme un égal, respecté dans son altérité et avec qui il y avait des choses à faire. Une conversation interrompue depuis des mois pouvait reprendre, comme si elle ne s'était jamais arrêtée.
Lustiger était membre de droit du Conseil permanent de la Conférence des évêques de France.

#### Homme d'arts, de lettres et de communication
Il publie une vingtaine d'ouvrages à partir de 1978. Il s'attelle également à lancer de nouveaux médias : Radio Notre-Dame juste après la légalisation des radios libres en 1981, la chaîne de télévision KTO en 1999, le bulletin hebdomadaire du diocèse de Paris : Paris Notre-Dame,.
En décembre 1989, il refuse l'invitation qui lui a été adressée par Jack Lang de participer à l'hommage national rendu à l'abbé Grégoire par la cérémonie de son entrée au Panthéon, en même temps que Monge et Condorcet : le cardinal a toujours eu la Révolution française en aversion et encore plus les prêtres jureurs. Il demande même aux autres évêques de France, dont Mgr Bernard de Nancy, de décliner aussi l'invitation.
Son discernement spirituel apparaît dans ses nombreux discours, interviews, déclarations, et ses homélies. Ses prises de position sur le cinéma, l'art, les commandes d'œuvres modernes qu'il passe pour Notre-Dame ou l'archevêché font l'objet de débats non seulement dans la presse, mais aussi avec les autorités politiques.
Le cardinal Lustiger est élu à l'Académie française, le 15 juin 1995, au fauteuil 4, succédant au cardinal Decourtray. C'est son ancien conseiller, le philosophe Jean-Luc Marion, qui est élu à son fauteuil en 2009.

#### Rôle dans les relations judéo-catholiques
De par ses ascendances juives, le cardinal Lustiger a joué un rôle pionnier dans les relations entre la communauté juive et le Saint-Siège. Conseiller de Jean-Paul II puis de Benoît XVI, il a exercé un rôle d'influence très important sous le pontificat de Jean-Paul II.
Secondé par le cardinal Decourtray, il noue les contacts les plus délicats pour tenter de régler, en 1987, l'affaire des « carmélites polonaises » installées dans le camp d'Auschwitz - où sa mère a été assassinée-, qui contribue à une tension forte entre juifs et catholiques. Les religieuses finiront par quitter le camp en 1994. De ce dénouement, le cardinal gagne la reconnaissance d’une partie du monde juif. Lustiger sera ainsi l’un des inspirateurs de la déclaration de « repentance » de l’épiscopat français en septembre 1997 à Drancy et l'un des principaux artisans du succès de la visite du pape à Jérusalem en l’an 2000, avec les visites au mémorial de la Shoah de Yad Vashem et au mur des Lamentations qui fut un pèlerinage de la mémoire, ainsi que la reconnaissance de la dette chrétienne aux « frères aînés » juifs.
En 2004, le cardinal Lustiger et le rabbin Israel Singer, président du Congrès juif mondial, sont à l’origine des « Rencontres internationales judéo-catholiques de New York ». Une trentaine de participants se retrouvent pour ce dialogue entre des juifs orthodoxes et les plus hautes autorités de l’Église catholique,.
En janvier 2005, il représente le pape Jean-Paul II, lors des cérémonies du 60e anniversaire de la libération du camp d'Auschwitz. Puis, en mai 2006, il est présent à celui de Birkenau aux côtés du pape Benoît XVI.
Après sa mort, le Congrès juif mondial a tenu à rendre hommage à sa « très grande figure morale » et son action positive en faveur des relations entre judaïsme et christianisme.
Sens, la revue de l’Amitié judéo-chrétienne de France, a publié plusieurs numéros sur le cardinal Lustiger.

#### Rôle politique

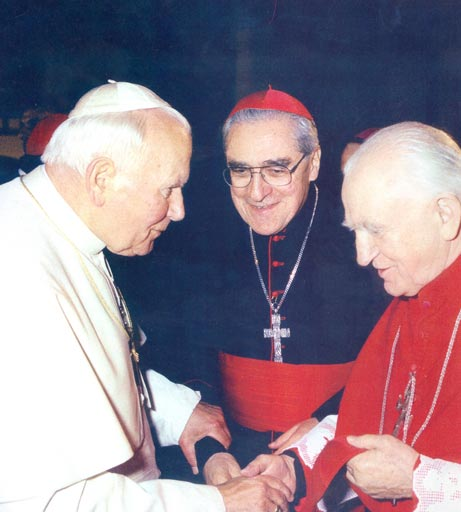
Rencontre du pape Jean-Paul II avec le cardinal Franjo Kuharć, archevêque de Zagreb, en présence du cardinal Lustiger, en Bosnie-Herzégovine, avril 1997

Pour le cardinal Lustiger, l’évêque doit être un interlocuteur crédible du monde politique, en tant que représentant des croyants de sa confession et de la force sociale qu’ils constituent. Sans avoir de fonction officielle, il joue un rôle dans l'espace politique, et, dans cette optique, il discute avec les présidents François Mitterrand et Jacques Chirac. En 1984, il mène la contestation contre la volonté du président Mitterrand de supprimer l’indépendance de l’école privée catholique. Un million de défenseurs de l’école libre sont dans les rues, contribuant au retrait du projet de loi Savary. De même, Jean-Marie Lustiger prendra la défense de l’embryon, contre l’euthanasie et le clonage.
Ses engagements au service des chômeurs et des immigrés vont de pair avec sa défense de la loi de séparation de l’Église et de l’État en 1989, lors de la crise causée par le port du voile islamique dans les établissements publics, notamment scolaires.
Fidèle en cela à l’attitude de l’Église catholique à l'égard de la Révolution française, il refuse de s'associer à l’hommage rendu par les autorités françaises à l’abbé Grégoire en 1989, au moment du transfert des cendres de ce dernier au Panthéon, décidé par François Mitterrand.
Avant la présidentielle de 1995, il écarte l'abbé de La Morandais du poste qu’il s’attribuait d'« aumônier des politiques ». Il crée alors le SPEP (Service pastoral d'études politiques), à la tête duquel il nomme le recteur de Sainte-Clotilde, Antoine de Vial.
En 2003, il critique la volonté de Nicolas Sarkozy de revenir sur la loi de séparation des Églises et de l'État et d’organiser l’islam de France comme s’il s’agissait d’une religion d'État. Interrogé par la « commission Stasi » sur la laïcité, il demande de ne pas toucher au « compromis à la française » et se prononce contre une loi interdisant le port du voile à l’école : « Il ne faut pas prendre des mesures législatives qui ne peuvent être appliquées. »
Le jeudi 28 août 2003 sur RTL, le cardinal Lustiger annonce son soutien au projet de loi relative au développement et à la promotion du commerce et de l'artisanat, visant à l’abrogation du chômage du lundi de Pentecôte : « En ce qui concerne le lundi de Pentecôte, de fait, ça ne pose pas de problème théologique ni religieux », soulignant toutefois qu'une consultation des autorités religieuses était nécessaire, « étant donné que ça repose sur des usages légalement et historiquement fixés ».

#### Maladie et adieux
Lorsqu'il atteignit l'âge de 75 ans, selon le code de droit canon, Lustiger présenta sa renonciation à son office d'archevêque de Paris au pape Jean-Paul II, mais c'est seulement en février 2005, alors que l'archevêque avait atteint l'âge de 78 ans, que la démission fut acceptée, et André Vingt-Trois nommé nouvel archevêque de Paris. Selon la coutume, le cardinal Lustiger portait depuis lors le titre d'archevêque émérite de Paris. Il s'installe dans la Maison de retraite Marie-Thérèse destinée aux prêtres des diocèses de Paris et alentour.
En octobre 2006, il annonça aux prêtres et diacres de Paris qu'il était atteint d'« une maladie grave dont le traitement a commencé ». Le 31 mai 2007, il fit une brève apparition à l'Académie française pour adresser ses adieux aux « Immortels ». « Vous ne me reverrez pas », leur déclara-t-il. Sa dernière apparition en public remontait au 26 janvier 2007, quand il avait concélébré la messe d'obsèques de l'abbé Pierre à Notre-Dame de Paris. Il meurt à l'âge de 80 ans, le dimanche 5 août 2007 à 19 h 30, à la maison médicale Jeanne-Garnier (15e arrondissement de Paris), un établissement de soins palliatifs dépendant de la fondation des Dames du Calvaire, qu'il avait lui-même créé en son temps, où il avait été admis le 23 avril 2007 afin de soigner le cancer dont il souffrait depuis plusieurs années.

#### Obsèques et hommages

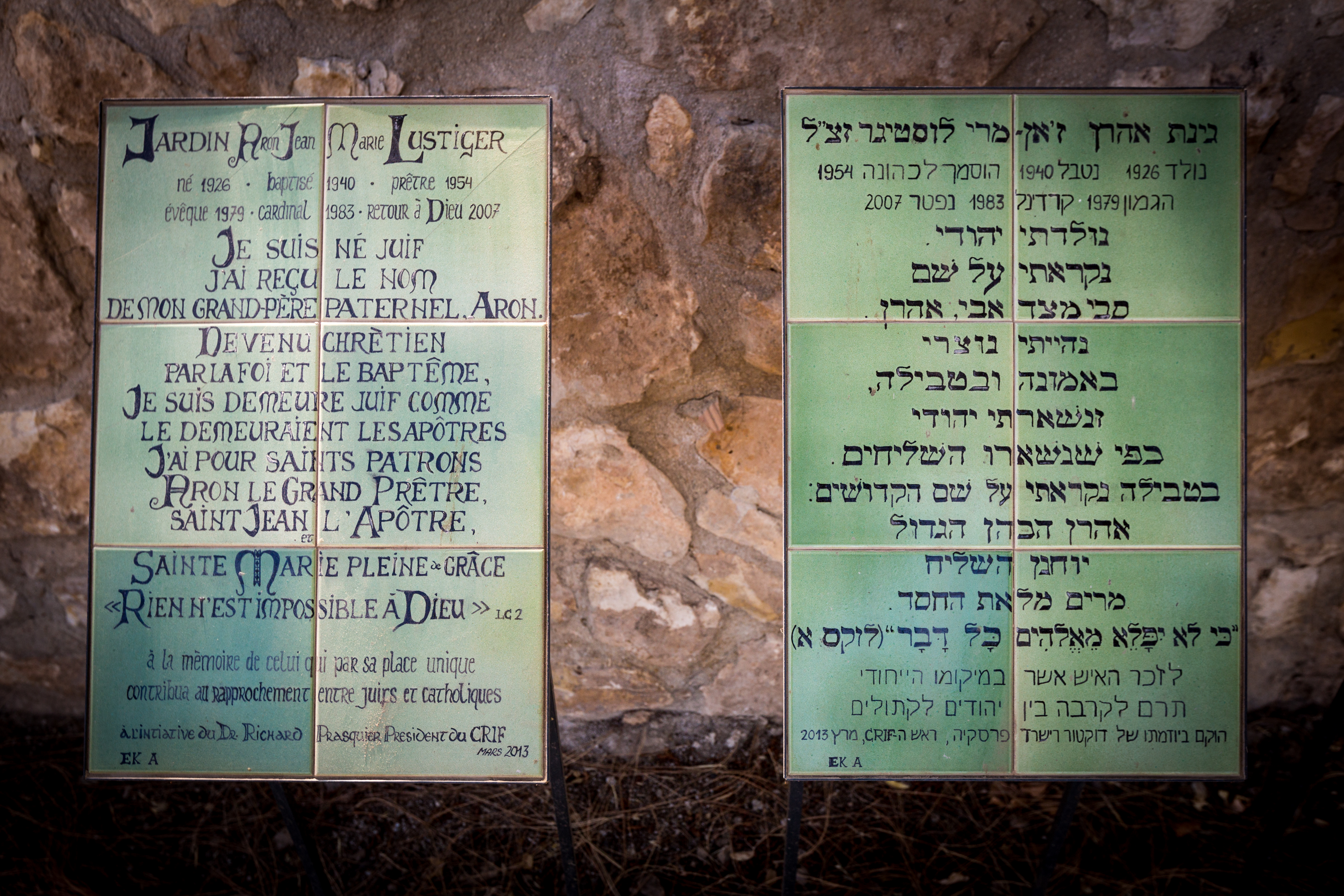
Plaques mémorielles du jardin Aron Jean-Marie Lustiger à l’abbaye Sainte-Marie de la Résurrection d'Abu Gosh en Israël.

L'annonce de sa mort a suscité les hommages de nombreuses personnalités du monde politique et religieux, parmi lesquelles on note le pape Benoît XVI, le Congrès juif mondial, le président de la République française Nicolas Sarkozy, le Parti communiste français ou encore d'autres figures de gauche comme Bertrand Delanoë, Jean Glavany ou Jack Lang.
Ses obsèques furent célébrées le 10 août 2007 en la cathédrale Notre-Dame de Paris par l'archevêque André Vingt-Trois, en présence de nombreuses personnalités, parmi lesquelles le représentant du pape le cardinal Paul Poupard, le président Nicolas Sarkozy, le Premier ministre François Fillon, les ministres Michèle Alliot-Marie, Jean-Louis Borloo, Nathalie Kosciusko-Morizet et Roger Karoutchi, les présidents de l'Assemblée nationale, Bernard Accoyer, et du Sénat, Christian Poncelet, le président de la région Île-de-France, Jean-Paul Huchon, Bernadette Chirac représentant l'ancien président Jacques Chirac, l'ancien président polonais Lech Wałęsa, plusieurs membres de l'Académie française (dont Hélène Carrère d'Encausse, secrétaire perpétuel, et Maurice Druon, secrétaire honoraire), mais aussi 500 prêtres, 50 évêques, 16 cardinaux et plusieurs prélats, représentants des Églises catholiques d'Orient. La foule rassemblée fut estimée à environ 5 000 personnes.
Dans son discours d'hommage, l'écrivain Maurice Druon a qualifié le cardinal Lustiger de « fils, non pas du hasard, mais de l'exception » et salué en lui « notre frère supérieur ».
De ses obsèques, Jean-Marie Lustiger disait par avance : « Je m'en fous, ils feront ce qu'ils voudront. » Il lui importait davantage d'obtenir du Ciel la permission — « dans trente ans » — de regarder sur la Terre « comment les choses auront évolué ». Cela ne l'a pas empêché de prévoir par la suite, quelque temps avant sa mort, certains gestes hautement symboliques pour ses funérailles. Lors de la levée du corps, avant l'entrée dans la cathédrale et la liturgie catholique, de la terre recueillie en Israël fut déposée sur son cercueil ; son cousin Arno Lustiger et son arrière-petit cousin Jonas Moses-Lustiger, toujours de confession juive, récitèrent le Psaume 113 (112) en hébreu, et le Kaddish, prière juive notamment des endeuillés. Ainsi était symbolisée son espérance de voir judaïsme et christianisme engagés « du même côté », comme il le disait, dans le combat pour l'homme, enraciné dans la même foi au Dieu unique et la même espérance dans les promesses du Messie.
Dans son livre Une vie, Simone Veil révèle que le cardinal Lustiger lui avait demandé « de prendre la parole, le jour de ses obsèques, sur le parvis de la cathédrale, pour rappeler sa judéité ». Elle précise : « Sans doute pensait-il à sa mère, disparue à Auschwitz. » Elle s'est déclarée « meurtrie » de devoir renoncer à exaucer ce vœu « sacré » parce que la « hiérarchie » lui avait fait savoir que c'était « inopportun ». Simone Veil a perçu « comme une hésitation dans le dialogue judéo-chrétien ». Ainsi se pose la question de savoir si cette hésitation provient de « l'Église catholique, ou de l'intégrisme juif, qui considère que l'on ne peut se référer à la judéité lorsqu'on a embrassé une autre religion ».

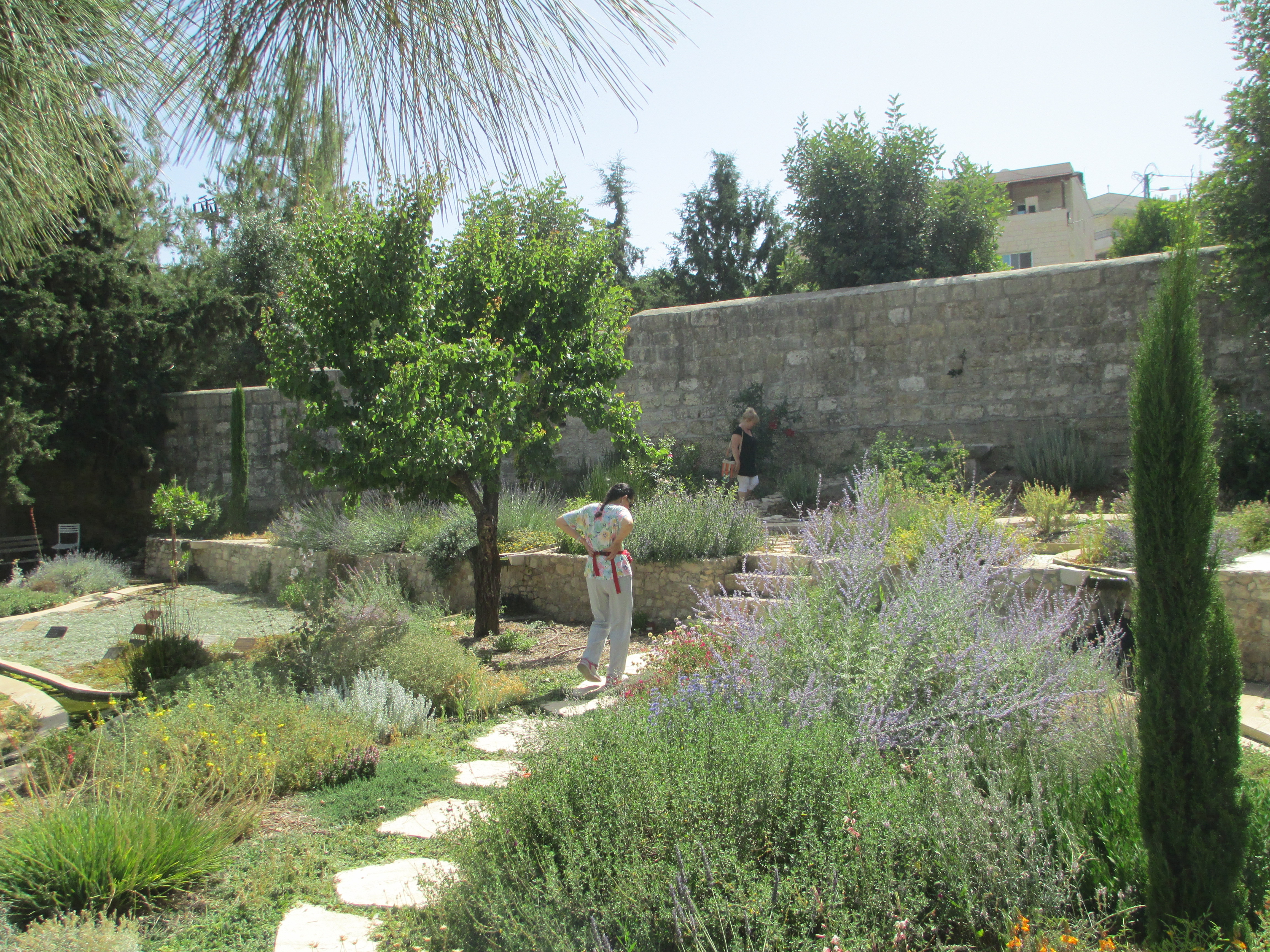
Jardin à la mémoire de Jean-Marie Lustiger au couvent bénédictin d'Abu Gosh, en Israël.

Le cardinal Lustiger est inhumé dans la crypte de Notre-Dame de Paris, dans le caveau des archevêques.
Une plaque commémorative a été apposée dans la Cathédrale Notre-Dame à la demande du cardinal Lustiger avec le texte suivant :

« Je suis né juif. J’ai reçu le nom de mon grand-père paternel, Aron. Devenu chrétien par la foi et le baptême, je suis demeuré juif comme le demeuraient les Apôtres. J’ai pour saints patrons Aron le Grand Prêtre, saint Jean l’Apôtre, sainte Marie pleine de grâce. Nommé 139e archevêque de Paris par Sa Sainteté le pape Jean-Paul II, j’ai été intronisé dans cette cathédrale le 27 février 1981, puis j’y ai exercé tout mon ministère. Passants, priez pour moi. »

— † Aron Jean-Marie cardinal Lustiger, Archevêque de Paris

## Secrétaires particuliers
| Nom                | Dates comme secrétaire | Responsabilité actuelle                                                                        |
| ------------------ | ---------------------- | ---------------------------------------------------------------------------------------------- |
| Maurice de Germiny | 1981 - 1984            | Évêque émérite de Blois                                                                        |
| Philippe Brizard   | 1984 - 1986            | Recteur de Maison d'Ananie                                                                     |
| Pierre d'Ornellas  | 1986 - 1991            | Archevêque de Rennes                                                                           |
| Étienne de Mesmay  | 1987 ? - 1991 ?        | Retiré                                                                                         |
| Louis de Romanet   | 1991 - 1994 ?          | Curé de Chancelade, vicaire général de la congrégation des chanoines réguliers de Saint-Victor |
| Jean-Claude Bardin | 1992 - 1995            | A la disposition du Dicastère pour les Evêques                                                 |
| Hervé Arminjon     | 1995 - 1996            | Curé des paroisses du Haut-Vidourle                                                            |
| Jacques Fournier   | 1996 - novembre 1997   | Retiré                                                                                         |
| Jacques Ollier     | 1997 - 2000            | Curé de Saint-Étienne-du-Mont                                                                  |
| Matthieu Rougé     | 2000 - 2003            | Évêque de Nanterre                                                                             |
| Benoist de Sinety  | 2003 - 2005            | Curé de la paroisse Saint-Eubert (diocèse de Lille)                                            |

## Succession apostolique
Jean-Marie Lustiger a ordonné les évêques suivants :
- Évêque René-Lucien Picandet (1981)
- Archevêque Michel Louis Coloni (1982)
- Évêque Adolphe-Maria Gustave Hardy (1985)
- Évêque Claude Frikart, C.I.M. (1986)
- Archevêque Albert Jean-Marie Rouet (1986)
- Évêque Guy Étienne Germain Gaucher, O.C.D. (1986)
- Cardinale André Vingt-Trois (1988)
- Évêque Georges Pierre Soubrier, P.S.S. (1988)
- Évêque Jacques Jean Joseph Jules Perrier (1990)
- Évêque Michel Pollien (1996)
- Évêque Éric Marie Pierre Henri Aumonier (1996)
- Évêque Olivier Jean-Marie Michel de Berranger, Ist. del Prado (1996)
- Évêque Maurice Le Bègue de Germiny (1997)
- Évêque Jean-Michel Di Falco (1997)
- Archevêque Pierre d'Ornellas (1997)
- Évêque Dominique Marie Jean Rey, Comm. l'Emm. (2000)
- Évêque Hervé Jean Luc Renaudin (2001)
- Évêque Philippe Jean Louis Breton (2002)
- Évêque Jean-Yves Riocreux (2003)
- Évêque Michel Guyard (2003)

## Distinctions
- Grand cordon de l'ordre national du Cèdre
- Bailli grand-croix d'honneur et de dévotion de l'ordre souverain de Malte
- Grand-croix de l'ordre de l'Infant Dom Henri
- Docteur honoris causa de l'université d'Augsbourg (1989)
- Docteur honoris causa de l'université Loyola de Chicago (1994)
- Docteur honoris causa de l'université de Melbourne (2001)

## Hommages

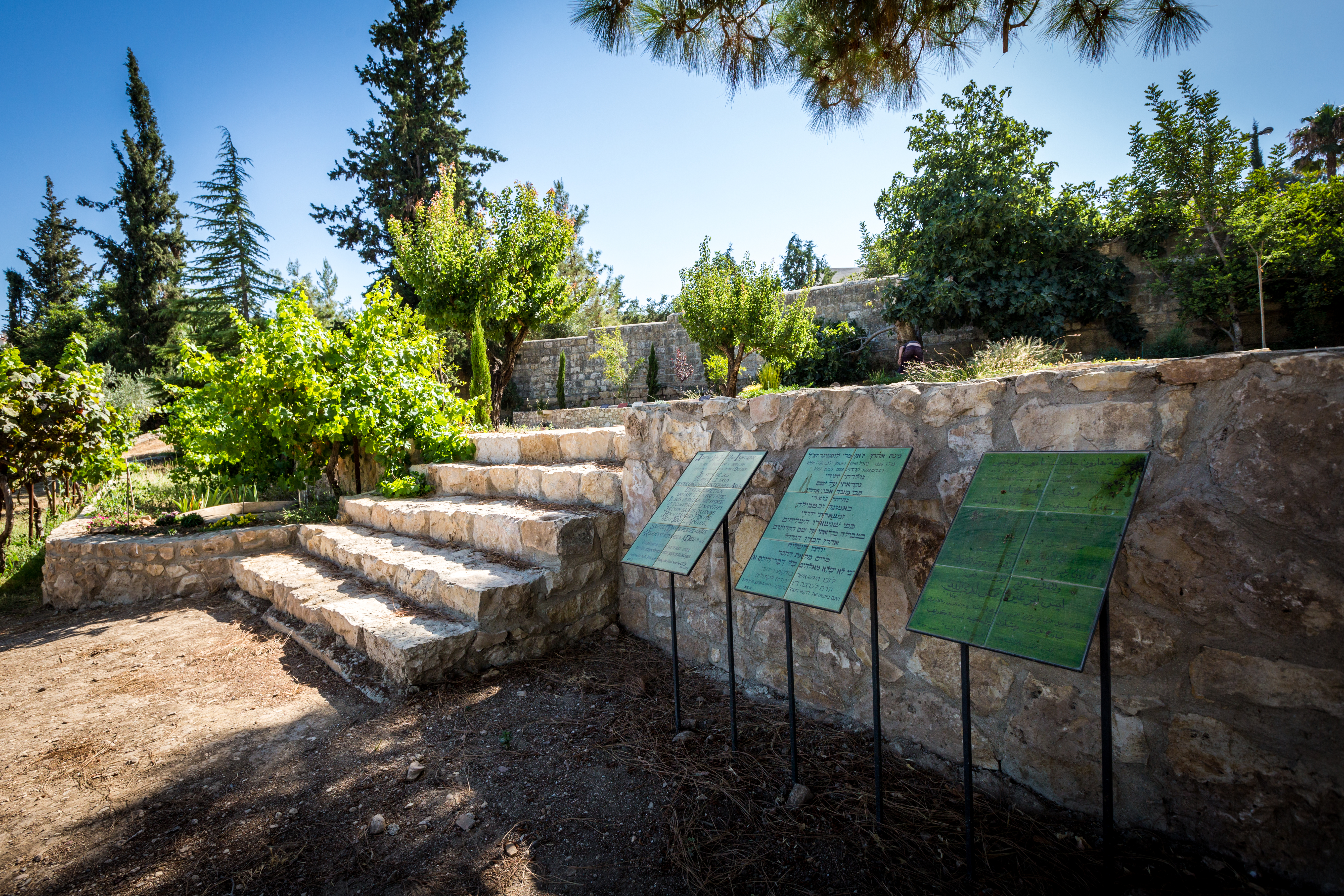
Le jardin Aron Jean-Marie Lustiger à l’abbaye Sainte-Marie de la Résurrection d'Abu Gosh.

Le 11 juin 2013, le Conseil de Paris décide de donner au Petit-Pont, près de la cathédrale Notre-Dame, le nouveau nom de Petit-Pont-Cardinal-Lustiger.
Le 23 octobre 2013, dans les jardins de l'abbaye Sainte-Marie de la Résurrection d'Abu Gosh, en Israël, est inauguré le mémorial du cardinal Jean-Marie Lustiger, dû à l'initiative du Conseil représentatif des institutions juives de France, en présence de son président Richard Prasquier, qui exprime la « volonté des juifs d’honorer le cardinal », et de 150 personnes dont le grand-rabbin René-Samuel Sirat et le cardinal André Vingt-Trois.
Lors du jubilé des 850 ans de la cathédrale Notre-Dame de Paris, une des neuf nouvelles cloches est baptisée « Jean-Marie » en son honneur. Elle se situe actuellement dans la tour nord de l'édifice,.

## Publications

### En tant que curé deSainte-Jeanne-de-Chantal
- Sermons d'un curé de Paris, Paris, Fayard, 1978 (réimpr. 1981), 250 p. (ISBN 978-2-213-00528-7).Réédition chez le même éditeur, février 1996, avec le sous-titre 1975-1977, 247 p. (ISBN 978-2-213-59564-1).

### En tant qu'archevêque de Paris
- Pain de vie et peuple de Dieu, Paris, Critérion, 1981, 80 p. (ISBN 978-2-903702-03-8).
- Osez croire : Articles, conférences, sermons, interviews, 1981-1984, I, Paris, Le Centurion, 1985 (ISBN 978-2-227-31068-1).
- Osez vivre : Articles, conférences, sermons, interviews, 1981-1984, II, Paris, Le Centurion, 1985 (ISBN 978-2-227-31069-8).
- Hans Urs von Balthasar (préface), Osez croire / Osez vivre : Articles, conférences, sermons, interviews, 1981-1984, Édition internationale, Paris, Gallimard, coll. « Folio Actuel » (no 8), mars 1986, 535 p. (ISBN 978-2-07-032357-9).
- Prenez place au cœur de l’Église : Conférence donnée à l'office chrétien des Handicapés, Paris, 1986.
- 6 sermons aux élus de la Nation : 1981-1986, Paris, Le Cerf, février 1987, 53 p. (ISBN 978-2-204-02702-1).
- Le Choix de Dieu : Entretiens avec Jean-Louis Missika et Dominique Wolton, Paris, Éditions de Fallois, décembre 1987, 473 p. (ISBN 978-2-87706-000-4).En poche chez Le Livre de poche, no 6601, Paris, avril 1989, 608 p. (ISBN 978-2-253-04914-2).Réimpression en 2007 avec une couverture différente.
- Dieu merci, les droits de l’homme, Paris, Critérion, 1990, 466 p. (ISBN 978-2-903702-35-9).Réédition chez Le Cerf avec le sous-titre Articles, conférences, homélies, interviews (1984-1989), avril 2011, 465 p. (ISBN 978-2-204-09577-8).
- Cardinal Jean-Marie Lustiger et Alain Peyrefitte, Le Saint-Ayoul de Jeanclos, Paris, Fayard, novembre 1990, 72 p. (ISBN 978-2-213-02621-3, présentation en ligne).
- Nous avons rendez-vous avec l'Europe, Paris, Mame, octobre 1991, 209 p. (ISBN 978-2-7289-0453-2)
- Petites paroles de nuit de Noël, Paris, Éditions de Fallois, novembre 1992, 179 p. (ISBN 978-2-87706-163-6).Réédition chez le même éditeur en décembre 2009 avec une couverture différente, 134 p. (ISBN 978-2-87706-712-6).
- École cathédrale et Institut de formation continue du barreau de Paris, Droit, liberté et foi : Actes du cycle de conférences proposé par le cardinal J.-M. Lustiger avec le concours de l'ordre des avocats au barreau de Paris, Paris, Mame/Cujas, 1993, 196 p. (ISBN 978-2-7289-0571-3).
- Devenez dignes de la condition humaine, Paris/Saint-Maurice, Flammarion/Saint-Augustin, 1995, 168 p. (ISBN 978-2-08-067234-6 et 978-2-88011-040-6).
- Pour l'Europe, un nouvel art de vivre, Paris, PUF, septembre 1999, 96 p. (ISBN 978-2-13-050220-3).
- Comme Dieu vous aime : En pèlerinage à Rome, Jérusalem, Lourdes, Les Plans-sur-Bex, Parole et Silence, mars 2001, 134 p. (ISBN 978-2-84573-064-9, présentation en ligne).
- La Promesse : Mes yeux ont devancé la fin de la nuit pour méditer sur ta promesse (Psaume 119, 148), Les Plans-sur-Bex, Parole et Silence, coll. « Essais de l'École Cathédrale », novembre 2002, 222 p. (ISBN 978-2-84573-149-3, présentation en ligne).
- Une pensée par jour, Mediaspaul, 2007, 112 p. (ISBN 978-2-7122-1021-2)
- Christine Pellistrandi, Henry de Villefranche et Jean-Marie Lustiger, Contempler l'Apocalypse, Les Plans-sur-Bex, Parole et Silence, coll. « École Cathédrale », novembre 2005, 159 p. (ISBN 978-2-84573-359-6), rééd. octobre 2015, 160 p.  (ISBN 978-2-88918-630-3), [présentation en ligne].

### Posthumes
- L'Europe à venir, Les Plans-sur-Bex, Parole et Silence, coll. « Communio », janvier 2010, 144 p. (ISBN 978-2-84573-832-4, présentation en ligne).Regroupe Pour l'Europe un nouvel art de vivre (même couverture) et 5 contributions écrites entre 1991 et 2004.
- L'Alliance, Paris, Presses de la Renaissance, novembre 2010, 304 p. (ISBN 978-2-7509-0630-6).Principales interventions de 1980 à 2005 sur les relations entre Israël et l'Église, choisies de son vivant.
- Témoin de Jean-Paul II : Articles, conférences, entretiens, homélies, 1980-2007, Les Plans-sur-Bex, Parole et Silence, coll. « Communio », avril 2011, 200 p. (ISBN 978-2-84573-978-9, présentation en ligne).

### Entretiens surRadio Notre Dame
- Premiers pas dans la prière, Bruyères-le-Châtel, Nouvelle Cité, 1986, 194 p. (ISBN 978-2-85313-395-1).Réédition chez Le Cerf, coll. « Foi Vivante », Paris, juin 1995, 191 p. (ISBN 978-2-204-05251-1).
- La messe, Montrouge, Bayard Éditions, novembre 1988, 182 p. (ISBN 978-2-227-06703-5).Entretiens donnés en 1985.En poche chez Seuil, coll. « Livre de vie », Paris, mai 1996, 134 p. (ISBN 978-2-02-028781-4).Réédition chez Bayard, Montrouge, septembre 2009, 175 p. (ISBN 978-2-227-47905-0).En poche chez Parole et Silence, Paris, avril 2015, 158 p. (ISBN 978-2-88918-482-8), [présentation en ligne].
- Le Sacrement de l’onction des malades, Paris, Le Cerf, juin 1990, 80 p. (ISBN 978-2-204-04177-5).Réédition chez le même éditeur, novembre 2015  (ISBN 978-2-204-10783-9).
- Le baptême de votre enfant, Paris, Fleurus, avril 1997, 127 p. (ISBN 978-2-215-04233-4).Réédition chez Parole et Silence, Les Plans-sur-Bex, août 2017, 180 p. (ISBN 978-2-88918-753-9), [présentation en ligne].
- Soyez heureux, Paris, NiL Éditions, novembre 1997, 144 p. (ISBN 978-2-84111-083-4).En poche chez Seuil, coll. « Points », Paris, novembre 1999, 140 p. (ISBN 978-2-02-034541-5).Réédition en poche chez Points, coll. « Sagesses », no 690, Paris, juillet 2007, 140 p. (ISBN 978-2-02-096703-7).Réédition chez Parole et Silence, Les Plans-sur-Bex, avril 2011, 126 p. (ISBN 978-2-84573-936-9), [présentation en ligne].En poche chez le même éditeur, septembre 2015, avec le sous-titre Entretiens sur le bonheur et les Béatitudes, 140 p. (ISBN 978-2-88918-590-0), [présentation en ligne].
- Les prêtres que Dieu donne, Paris, Desclée de Brouwer, juin 2000, 176 p. (ISBN 978-2-220-04764-5).
- Comment Dieu ouvre la porte de la foi, Paris, Desclée de Brouwer, août 2004, 177 p. (ISBN 978-2-220-05519-0).
- Jean Duchesne (préface), Prier avec Jésus : Entretiens sur le Notre Père, Perpignan, Ad Solem, novembre 2013, 133 p. (ISBN 979-10-90819-64-1, présentation en ligne).Entretiens donnés en 1986.
- Autour de la famille, Les Plans-sur-Bex, Parole et Silence, janvier 2015, 160 p. (ISBN 978-2-88918-430-9, présentation en ligne).22 entretiens donnés en 1994 et 1995.
- Le don de la miséricorde, Les Plans-sur-Bex, Parole et Silence, mars 2016, 180 p. (ISBN 978-2-88918-740-9, présentation en ligne)[62].16 entretiens donnés en 1989.
- Le sacrement de Confirmation, Les Plans-sur-Bex, Parole et Silence, avril 2018, 202 p. (ISBN 978-2-88918-497-2, présentation en ligne).

## Pour approfondir

### Filmographie
- Jean-Yves Fischbach, Aron Jean-Marie Lustiger, 2012, KTO/AnaFilms
- Ilan Duran Cohen, Le Métis de Dieu (2012), avec Laurent Lucas dans le rôle de Jean-Marie Lustiger.